# C23H26FN3O2
化学式C23H26FN3O2（摩尔质量：395.478 g/mol）可能指：
- ADB-FUBIATA，CAS号：2938025-73-9
- ADB-FUBHQUCA，PubChem CID：165361603
- PX-1，CAS号：2221100-71-4
- 螺环哌啶酮（螺哌隆），CAS号：749-02-0

|  | 这个同类索引页列出了具有相同分子式的化学物（即同分異構體）条目。 除非您是有意链接至本页，否则应将相应条目的内部链接指向正确的条目。 |